# Aulne blanc
Alnus incana
Espèce
Synonymes
- Alnus lanuginosa Gilib.
- Alnus pubescens Sart.
- Alnus rugosa (Du Roi) Sprengel

Classification APG II (2003)
Statut de conservation UICN

 LC  : Préoccupation mineure
Répartition géographique
L'aulne blanc, aulne rugueux, aulne de montagne, arcoce ou varne (Alnus incana), est une espèce d'arbre, de la famille des bétulacées, originaire des régions tempérées de l'hémisphère nord.

## Origine du nom
Du latin incanus : « couvert de poils blanc grisâtre ».

## Caractéristiques principales
- Arbre de 7 à 15 m ;
- Longévité de 60 ans à 100 ans, drageonne, rejette de souche ;  Il se bouture facilement.
- Cette essence de demi-lumière peut fournir des peuplements serrés.
- Monoïque ;
- Fixateur d’azote de l'atmosphère terrestre.

Les fleurs mâles sont regroupées en grands chatons jaunes pendants terminaux. Les fleurs femelles, beaucoup plus discrètes, rougeâtres, dressées, sont disposées plus haut que les fleurs mâles sur le rameau.
Feuille alterne avec un long pédoncule, ovale, aiguë, doublement dentée.
Radicelles portant des nodosités abritant des bactéries qui peuvent transformer l'azote atmosphérique en substances assimilables par les plantes.
Si on le nomme Incana, c'est à cause de son écorce grise et ses feuilles vert grisâtre sur le revers .
C'est une espèce rustique s’accommodant  aux situations froides.

## Autécologie
- Espèce pionnière héliophile ;

Écogramme pour la France métropolitaine, d’après Jean-Claude Rameau et al.

- richesse du sol variable, d'acide à basique ; c'est une espèce plastique qui préfère les sols basiques à neutres — matériaux variés, caillouteux ou alluviaux ;
- il pousse sur des sols inondables mais s'adapte aussi aux sols secs. Il est moins exigeant qu’Alnus glutinosa quant à l'humidité ;
- optimum mésohygrophile.

Cet arbre est fréquent en montagne, où il affectionne les zones humides, les bords de ruisseaux et les marécages. On le rencontre à une altitude maximum de 1 800 m. On le trouve dans les forêts ripicoles des alpes et du Jura.
Grâce à sa souplesse et sa capacité de produire des rejetons les arbustes de cette espèce résistent largement aux dommages qu'engendrent les avalanches. Les aulnes colonisent ainsi très souvent les talwegs, qui constituent des corridors d'avalanches fréquentes.
Il s'hybride avec Alnus glutinosa.

## Phytopathologie
La cloque des chatons de l'aulne est une maladie cryptogamique sans graves conséquences causée par Taphrina alni qui provoque une galle en forme de ruban coloré de 5 ou 6 cm de long sur les fleurs femelles des Aulnes blancs en Europe.

## Usages
Les racines des aulnes sont associées à des bactéries fixatrices d'azote (Frankia). Pour cette raison, on utilise cet arbre pour végétaliser des sols infertiles. On s'en sert aussi pour la fixation des sols (terrils, carrières), le reboisement des terrains calcaires et l'ancrage contre les glissements de terrain.
En Wallonie (sud de la Belgique), il a été planté en bordure des zones d'enrésinement pour les protéger des feux de forêt. Mais sa faculté de rejeter de souche en a fait une espèce invasive et il est maintenant vivement éradiqué par écorçage, coupe et étrépage du sol[réf. nécessaire].
Selon une étude ethnobotanique et du patois local, faite par Françoise et Grégoire Nicollier à Bagnes (France) et publiée en 1984, « l'écorce et les feuilles donnent une teinture jaune ; l'écorce est utilisée aussi contre les maux de cou, le gonflement des amygdales, la fièvre ; les feuilles, pour soulager les inflammations des pieds ; les feuilles donnent un excellent fourrage pour les porcs, les chèvres et les vaches (elles constituent
leur dessert d'hiver) ».

## Cultivars
Alnus incana 'Aurea' : hauteur de 6 m. Très remarqué pour son jeune bois en hiver jaune -rougeâtre. écorce dorée, feuillage jaune.
Alnus incana ' Laciniata' : hauteur de 20 m. Les feuilles peuvent être très différentes les unes des autres. Ressemble à l'Alnus glutinosa 'Laciniata' avec des feuilles plus grandes et plus fines.
Alnus incana 'Pendula' : formé en pépinière sur un tronc tuteuré. Arbre pleureur aux formes pouvant rappeler celles du bouleau verruqueux.
Alnus incana 'Ramulis coccineis' : similaire à l'Aurea. Chatons rose saumoné et rameaux rouge-orangé.